# Radek Opršal
Radek Opršal (n. 9 mai 1978, Ostrava, Cehoslovacia) este un fotbalist ceh, care este în prezent liber de contract. Ultima echipă la care a evoluat a fost Astra Ploiești.